# آبشار پاگسانجان
آبشار پاگسانجان (به انگلیسی: Pagsanjan Falls) آبشاری است که در لاگونا، فیلیپین واقع شده و ارتفاع کلی ریزشگاه آن ۱۲۰ متر است.